# Bruce Davidson
Bruce Oram Davidson (ur. 31 grudnia 1949 w Rome) – amerykański jeździec sportowy. Wielokrotny medalista olimpijski.
Startował w konkurencji WKKW. Brał udział w igrzyskach na przestrzeni niemal ćwierć wieku (1972–1996), zdobył cztery – po dwa złote i srebrne – medale, wszystkie w konkursach drużynowych. Odniósł szereg sukcesów na mistrzostwach świata, w 1974 jako pierwszy Amerykanin w historii triumfował w rywalizacji indywidualnej. Tytuł mistrza świata zdobył też cztery lata później.

## Starty olimpijskie (medale)
Monachium 1972
- konkurs drużynowy (na koniu Plain Sailing) –  srebro

Montreal 1976
- drużynowy (Irish Cap) –  złoto

Los Angeles 1984
- drużynowy (JJ Babu) –  złoto

Atlanta 1996
- konkurs drużynowy (Heyday) –  srebro